# Arthrorhaphis grisea
Arthrorhaphis grisea is een korstmosparasiet behorend tot de familie Xanthopyreniaceae. Hij parasiteert op de rode heikorst (Baeomyces rufus).

## Verspreiding
In Nederland komt Arthrorhaphis grisea zeer zeldzaam voor.